# Pain de Sucre (Alpen)
De Pain de Sucre (Italiaans: Pan di Zucchero) is een 3208 meter hoge berg in de Alpen in het Escreins-massief. De berg ligt op de grens tussen Italië en Frankrijk, waar hij in het regionaal park van de Queyras ligt. De berg bestaat uit glanzende schist.
De berg kan vanaf de Col Vieux langs de noordwestelijke wand beklommen worden, ook door de niet geoefende klimmer.